# Mucuchies
Mucuchies é uma cidade venezuelana, capital do município de Rangel.